# Agabus undulatus
Agabus undulatus es una especie de escarabajo del género Agabus, familia Dytiscidae. Fue descrita científicamente por Schrank en 1776.

## Distribución geográfica
Es una especie de escarabajo nativo del Paleártico, incluida Europa, donde solo se encuentra en Albania, Austria, Bielorrusia, Bélgica, Bosnia y Herzegovina, Gran Bretaña, incluidas las islas Shetland, Orcadas, Hébridas e isla de Man, Bulgaria, Croacia, República Checa, Dinamarca continental, Estonia, Francia continental, Alemania, Hungría, Italia continental, Kaliningrado, Letonia, Lituania, Luxemburgo, Noruega continental, Polonia, Rusia, Eslovaquia, Eslovenia, Suecia, Suiza, Países Bajos y Ucrania.